# Michal Kubala
Michal Kubala (* 12. června 1980 Levice, Československo) je slovenský fotbalový záložník působící v brunejském klubu Wijaya FC. Během své kariéry působil v klubech na Slovensku, ve Švédsku, Rumunsku, Malajsii, Bruneji a Norsku.
Hrál ve slovenských mládežnických výběrech U18 a U21. V roce 2012 se jednou objevil v malajsijském ligovém výběru, který porazil výběr Indonésie 6:0. Kubala v utkání jednou skóroval.